# Ambernac
Ambernac es una comuna francesa situada en el departamento de Charente, en la región de Nueva Aquitania.

## Demografía
| 591 | 571 | 480 | 441 | 430 | 422 | 377 |
| Para los censos de 1962 a 1999 la población legal corresponde a la población sin duplicidades (Fuente: INSEE [Consultar]) |     |     |     |     |     |     |